# ووتون، کنت
longitudeووتون، کنتlatitudeووتون، کنت
ووتون، کنت (به انگلیسی: Wootton, Kent) یک روستا در بریتانیا است که در کنت واقع شده‌است.